# Fantaisie hongroise de Lokchine
Pour les articles homonymes, voir Fantaisie hongroise.
La Fantaisie hongroise est une œuvre concertante pour violon et orchestre symphonique, composée par d'Alexandre Lokchine en 1952. La création est donnée à Moscou la même année par le violoniste Julian Sitkovetsky, l'orchestre de la radio de Moscou, sous la direction de Kurt Sanderling.

## Histoire
La Fantaisie hongroise est la seule œuvre concertante de Lokchine. Elle est aussi l'une des rares œuvres requérant la virtuosité d'un soliste, avec le quintette avec clarinette et la sonate pour violon. L'inspiration encore néoclassique est dans la droite ligne de Béla Bartok.

## Mouvements
La Fantaisie est d'un seul mouvement.
Durée : 17 minutes

## Instrumentation
| Instrumentation de la Sinfonia stretta                                                                    |
| Cordes |
| premiers violons, seconds violons, altos,violoncelles, contrebasses2 harpes                               |
| Bois |
| Piccolo, 2 flûtes, 2 hautbois, cor anglais,2 clarinettes en mi , clarinette basse,2 bassons, contrebasson |
| Cuivres                                                                                                   |
| 4 cors en fa, 3 trompettes, 3 trombones, Tuba                                                             |
| Percussions                                                                                               |
| 4 timbales, triangle, petit tambour, tambour, caisse                                                      |

## Partition
La partition est publiée à Moscou en 1958 et par Le Chant du Monde.

## Discographie
- Fantaisie hongroise - Julian Sitkovetsky, violon ; Orchestre de la radio de Moscou, dir. Kurt Sanderling (1968, 1975, 1980, 1952, Melodiya MEL CD 10 01983)[2] — Avec les Symphonies nos 4, 9, 11
- Dans la jungle - recreation – Großes Orchester Graz, dir. Michel Swierczewski (juillet 2005, BIS CD-1556)[3]

### Notices discographiques
- (en) Eugenia Chigareva, « Premières compositions », p. 8–11, Moscou, National Music Publishing M-4339, 2006 .
- Josef Beheimb (dirigé par Michel Swierczewski), « Les fleurs du mal ; Fantaisie hongroise », p. 21–26, BIS CD-1556, 2009 .